# Friedrich Hossbach
Friedrich Hossbach (Unna, 22 novembre 1894 – Gottinga, 10 settembre 1980) è stato un generale tedesco.

## Biografia
Nel gennaio 1945 era comandante della 4. Armee, che era rimasta isolata nella Prussia orientale di fronte all'incalzare delle truppe russe di Rokossovskij e di Cerniakovskij. Nonostante l'ordine di Hitler di resistere nella piazzaforte di Lötzen, Hossbach decise un immediato ripiegamento nel tentativo di portare in salvo i suoi 350.000 uomini, ottenendo il consenso del generale Georg-Hans Reinhardt, comandante del suo gruppo di armate. Hossbach e Reinhardt vennero bollati di tradimento da parte di Hitler che paventava che in Prussia orientale venisse creato un governo tedesco antinazista sorretto dal comitato Freies Deutschland. Hossbach venne esonerato dal comando della 4. Armee, che passò al generale Friedrich Wilhelm Müller, mentre Reinhardt venne sostituito dal generale Lothar Rendulic.
Hossbach era stato decorato con Ritterkreuz il 7 ottobre 1940 e con Eichenlaub l'11 settembre 1943.